# Csitai járás
A Csitai járás (oroszul Читинский район) járás Oroszország Bajkálontúli határterületén. Székhelye Csita.
A járást 1937-ben hozták létre.

## Népessége
- 2002-ben 62 221 lakosa volt.
- 2010-ben 64 642 lakosa volt.